# Royaume de Thaton
IXe siècle – 1057
Entités suivantes :
- Royaume de Pagan

Le royaume de Thaton, ou Thuwunnabumi, (birman သထုံခေတ်, θətʰòuɴ kʰɪʔ, ou birman သုဝဏ္ဏဘူမိ, θṵwəna̰ bùmḭ) est un royaume môn établi en Basse-Birmanie au moins depuis le IXe siècle jusqu'au milieu du XIe siècle. Un des nombreux royaumes môns de Basse-Birmanie et de Thaïlande, il était essentiellement une cité-état centrée sur la ville de Thaton (aujourd'hui dans l'État Môn). Il commerçait avec l'Inde du Sud et le Sri Lanka et devint un centre majeur du bouddhisme theravada en Asie du Sud-Est. Comme les autres royaumes môns de Dvaravati, il dut faire face à l'expansion graduelle de l'empire khmer. Mais ce furent les birmans du royaume de Pagan qui le détruisirent en 1057.

## Nom du royaume
La tradition mône affirme que le royaume était nommé Suvannabhumi (birman သုဝဏ္ဏဘူမိ), nom également revendiqué par la Thaïlande, et qu'il fut fondé à l'époque du Bouddha, au VIe siècle avant notre ère. Thaton est le nom birman de Sadhuim en môn, dérivé de Sudhammapura en pâli, d'après le Sudharma, le lieu de réunion des dieux.

## Histoire
Selon la tradition mône, le royaume, fondé à l'époque du Bouddha, fut dirigé par une dynastie de 59 rois. La tradition affirme aussi qu'un groupe de réfugiés de Thaton fonda la ville de Pégou (Bago) en 573. Mais le royaume historique n'est probablement apparu qu'au IXe siècle, après la migration de populations mônes du nord de l'actuelle Thaïlande vers la Basse-Birmanie. GE Harvey, dans son History of Burma, cite le Shwemawdaw Thamaing pour placer la fondation de Pégou en 825 ; même cette date est peu assurée.

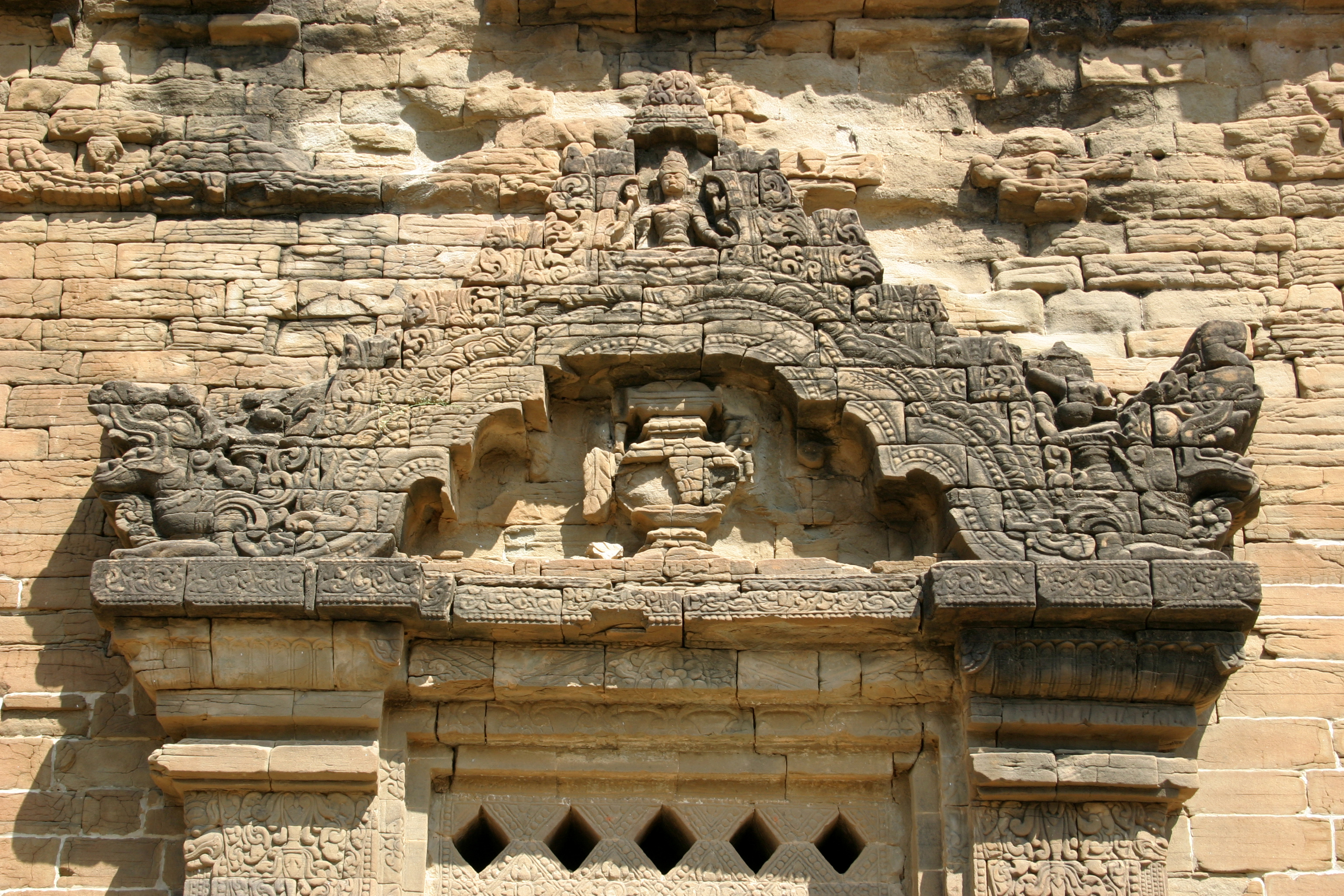
Les fenêtres à écran du temple de Nanpaya, à Bagan, sont de style môn.

Les historiographies mône et birmane traditionnelles s'accordent à dire que Thaton fut détruite en 1057 par le royaume de Pagan, établi en Haute-Birmanie. Le roi Anawrahta, converti au bouddhisme theravada par le moine môn Shin Arahan, aurait demandé au roi Manuha de Thaton un exemplaire du Tipitaka. Le refus de Manuha fut utilisé comme prétexte pour conquérir son royaume, dont les traditions littéraires, architecturales et religieuses eurent une influence considérable sur les débuts de la civilisation de Pagan. Selon les chroniques mônes, le roi Manuha se rendit après un siège de trois mois en mai 1057. Entre les années 1050 et 1085 environ, les artisans môns participèrent à la construction d'à peu près 2000 monuments à Pagan, dont la splendeur rivalise encore aujourd'hui avec celle d'Angkor.
Des recherches plus récentes semblent cependant prouver que la conquête de Thaton par Anawrahta est une légende apparue après la chute de Pagan, que la Basse-Birmanie n'avait pas de vraie puissance politique avant l'expansion de Pagan et que l'influence môn sur l'arrière-pays a été très exagérée. Il est possible qu'à cette époque la sédimentation du delta de l'Irrawaddy — qui avance aujourd'hui de presque 50 m par an — y ait encore été insuffisante et que la mer, entrant largement dans les terres, n'y permît pas la vie d'une population même aussi faible que celle précédant l'époque précoloniale. Quelles que fussent alors les conditions sur la côte, tous les historiens admettent que l'établissement de Pagan en Basse-Birmanie au XIe siècle facilita les échanges culturels, sinon avec les môns locaux, au moins avec l'Inde et avec le Sri-Lanka, forteresse du bouddhisme theravada. Du point de vue géopolitique, la conquête de Thaton par Anawrahta mit un terme à l'avance khmer le long de la côte du Tenasserim.